# Joaquín Jiménez
Joaquín Jiménez Postigo (Alcalá de Guadaíra, provincia de Sevilla, (18 de abril de 1918-2005) fue un futbolista español que se desempeñaba como defensa.

## Clubes
| Club       | País   | Año         |
| ---------- | ------ | ----------- |
| Real Betis | España | 1934 - 1935 |
| Sevilla FC | España | 1935 - 1950 |